# Ernst Baier
Ernst Baier, född 27 september 1905 i Zittau, död 8 juli 2001 i Garmisch-Partenkirchen, var en tysk konståkare.
Han blev olympisk guldmedaljör i konståkning vid vinterspelen 1936 i Garmisch-Partenkirchen.